# Татијанин дан
Татијанин дан или Татјанин дан (рус. Татьянин день), такође познат као Дан студената, назван је по Светој Татјани, хришћанској мученици из Римa, из 3. века током владавине цара Александра Севера. То је уједно и имендан за име Татјанa. Руска православна црква прославља празник Свете Татијане 12. јануара по јулијанском календару, тј. 25. јануарa по грегоријанском. У Русији je тај дан познат као Дан студената, у знак сећања на оснивање московског државног универзитета.
По јулијанском календару 12. јануара 1755. године, тј. 23. јануара 1755. године по грегоријанском, царица Јелисавета I Петровна потписала је декрет о оснивању првог руског универзитета, који је изграђен у Москви и стављен под старатељство првог руског министра просвете Ивана Шувалова (тог дана био је имендан његове мајке). Године 1791. у универзитетском кампусу изграђена је црква Свете Татјане, а pуска православна црква прогласила је Свету Татјану заштитницом студената.
Татијанин дан почео је да се обележава као Дан студената у земљама бившег руског царства. Обележавање има дугу традицију свечаних активности и прослава. Године 1885. Чехов је о Татјанином дану написао: „Ове године се све пило, осим воде из московске реке, и само зато што је била смрзнута“. Дан започиње традиционалном службом која се одржава у универзитетској цркви након чега следе говори и додела награда. Касније током дана, многи студенти организују забаве и јавне догађаје или присуствују њима. Иако потиче из Москве, прослава Татјаниног дана проширила се на већину универзитетских градова.
Татијанин дан, такође, се поклапа са крајем првог рока традиционалне академске године за руске и украјинске студенте, па се празник обележава и као дан прославе завршних испита.